# Kävlinge (đô thị)
Đô thị Kävlinge (tiếng Thụy Điển: Kävlinge kommun) là một đô thị ở hạt Skåne của Thụy Điển. Thủ phủ là thị xã Kävlinge. Dân số thời điểm 31 tháng 12 năm 2000 là 24583 người.